# Енбек (Алатау)
Енбек (каз. Еңбек) — упразднённое село с 2023 года включено в состав города Алатау и исключено из учётных данных. Ранее входило в состав Жетыгенского сельского округа Илийского района Алматинской области Казахстана.  

## География
Находится на левом берегу реки Малая Алматинка, примерно в 2 км к западу от села Жетыген, административного центра округа, на высоте 523 метров над уровнем моря. Код 

## Население
В 1999 году население села составляло 404 человека (221 мужчина и 183 женщины). По данным переписи 2009 года, в селе проживало 440 человек (223 мужчины и 217 женщин).